# Gilles Hallet
Gilles Hallet soms ook Gillis (Luik, 23 april 1620 - Rome, 25 februari 1694) was een Zuid Nederlands kunstschilder.

## Leven
Hallet was de zoon van Jan Hallet, zijn moeder was een zus van Jacques Damery. Hallet vertrok al op vroege leeftijd naar Rome en kende daar zijn bloeiperiode. Veel van zijn vroegere werken die waren achter gebleven in Luik zijn verwoest in 1691 als gevolg van een bombardement door de Fransen. 
Hallet was samen met Jacques Damery een leerling van Walther Damery een oudere broer van Jacques.
Werken van hem zijn te bezichtigen in de Santa Maria dell'Anima, Sant'Isidoro, Santa Maria della Grazie alle Fornaci, San Gregorio della Divina Pietà
- Biografisch Portaal: 07769770
- Gemeinsame Normdatei: 1059833735
- RKD-Nederlands Instituut voor Kunstgeschiedenis: 316283
- Union List of Artist Names: 500075336
- Virtual International Authority File: 96213605